# Nidzica
Nidzica, anteriorment en alemany:Neidenburg i com Nibork en polonès) és una població de Polònia situada entre Olsztyn i Mława. l'any 2004 tenia 14.798 habitants. És la capital del Comtat de Nidzica.

## Història
Aquest assentament es va fundar l'any 1355 pels Cavallers Teutònics i va rebre privilegis el 1381 per Winrich von Kniprode. Va esdevenir part del Ducat de Prússia el 1525.
El 1656 Neidenburg va resistir el setge durant les Guerres del Nord. Va passar a ser part del Regne de Prússia el 1701.
Pel Tractat de Versalles, es va organitzar un plebiscit l'11 de juliol de 1920. Els vots van ser en un 98,54% per a romandre a Prússia i de l'1,46% per unir-se a Polònia.
Durant la Kristallnacht de novembre de 1938, les seves sinagogues van ser destruïdes i dos habitants jueus, Julius Naftali i Minna Zack, assassinats per membres nazis de la SA, molts altres van resultar ferits i la totalitat dels jueus d'aquesta ciutat exterminats en l'Holocaust.
L'any 1945 l'exèrcit Roig va entrar i ocupar la ciutat i van massacrar els alemanys que hi residien, els quals, a més eren els primers alemanys que l'exèrcit Roig es va trobar en el seu pas per l'Alemanya en retirada.
En la postguerra, Neidenburg va quedar dins la zona de Prússia Oriental i va ser adjudicat a Polònia mentre que els alemanys que hi restaven van ser expulsats. La ciutat va ser reanomenada Nidzica.

## Ciutats agermanades
Nidzica està agermanada amb:
- Bochum (Alemanya)

## Residents notables
- Ferdinand Gregorovius (1821–1891)
- Bethel Henry Strousberg (1823–1884), industrial
- Georg Klebs (1857–1918), botànic
- Heinrich Lissauer (1861–1891), neuròleg
- Walter Kollo (1878–1940), músic
- Jürgen Nicolai (1925), ornitòleg
- Heinz Lilienthal (1927)
- Heinz Koriath (1952)
- Adam Partyka (1985), músic